# Šopi
Šopi ili Šopovi su slavensko stanovništvo koje nastanjuje centralni dio Balkanskog poluotoka. Granice njihove teritorije nisu precizno određene zbog toga što se većina stanovnika odbija identifikovat kao Šopi, uvijek se Šopima nazivaju drugi, koji žive negdje dublje u planini. Naziv nosi pejorativnu konotaciju, podrazumjeva prostoga čovjeka, planinca. Šopluk ili Šopsko se prostire na tromeđi Srbije, Sjeverne Makedonije i Bugarske (najveći dio je u Bugarskoj). Bugarski, srbijanski i makedonski znanstvenici ih smatraju etnografskom  grupom i regionalnim nazivom nacija u zemljama u kojima žive (Bugari, Srbi i Makedonci) iako su oni povijesno posebna etnička grupa.

## Pripadnost
Šopluk je predstavljao znatan problem u srpsko-bugarskim odnosima u 19. i početkom 20. stoljeća, točnije pitanje njegove pripadnosti, srpskoj ili bugarskoj narodnosti na prostoru Vidinskog i Sofijskog sandžaka. Ovaj problem se javlja poslije Krimskog rata, zaoštrava se 1885. godine, i koji kulminira ili traje sve do kraja Prvog svjetskog rata. Bugarska historiografija, prije svega publicistika i ostala patriotska književnost 19. stoljeća, izgrdaila je pojam i odredila teritorijalno prostranstvo Šopluka, kao posebnog antropološkog i govornog varijeteta u odnosu na ostalo bugarsko stanovništvo. Ta šopska zona obuhvaćala je (po ovim shvaćanjima) dobar dio geografske srednje Bugarske, njen cio zapadni dio - Sofijski i Vidinski sandžak (bez Vidina i njegove uže okolice), kao i nešto od krajeva  današnje Južne Srbije, točnije Niškog sandžaka (Pirotska kaza) i dio sliva rijeke Vlasine. Ovo shvaćanje zastupali su dobri poznavaoci bugarskih prilika i vođe bugarskog »Preporoda« i revolucionarnog oslobodilačkog pokreta, Petko Slavejkov, Sava Filaretov, Ljuben Karavelov, Dimitar Marinov i drugi. Srpska povijesna književnost i starija historiografija (Vuk Karadžić, Mita Rakić, Milan Đ. Milićević, Milojko Veselinović, Stevan Radosavljević Bdin, Tihomir Đorđević, Jovan Cvijić, Rista Nikolić, Aleksandar Belić, Božidar Kovačević) prihvatili su uglavnom ovo bugarsko shvaćanje ali su mu dali drugačije tumačenje i značenje. Dok je bugarska strana odveć Šopove smatrala sastavnim dijelom bugarskog naroda, srbijanski pisci i znanstvenici su Šopove smatrali bilo kao posebno srpsko »pleme«, bilo kao poseban »varijetet« prijelaznog tipa od srpskog ka bugarskom, uz to sa mnogo primjesa predslavenskog starobalkanskog stanovništva.
Povijesno gledano postoje tri gledišta o pripadnosti Šopa. Prvo, »da su sastavni dio bugarskog naroda«, drugo, »da čine etničku flontalnu masu bez određene i jasne nacionalne svijesti« i treće »da pripadaju slavensko-srpskom, odnosno najistočnijem varijetetu srpskog naroda«. Prvu tezu zastupala je bugarska historiografija, i to u apsolutnom stajalištu. Drugu, opet uglavnom, zastupali su neki bugarski viđeniji predstavnici iz javnog i kulturno-prosvjetnog djelovanja, kao Slavejkov i Filaretov, kao i neki srbijanski pisci kao Radosavljević Bdin, Rakić i Veselinović. Treću tezu, isticali su sa srbijanske strane Belić, Cvijić i Đorđević.

## Šopluk
U svojoj prepisci iz 1859. godine sa svojim poznanikom i ravnateljom bugarskih škola u Sofiji Savom Filaretovim (koja se smatrala centrom Šopluka) Vuk Karadžić je od njega dobio obaveštenja o tome da Šopovi žive u oko 350 sela, uglavnom u Sofijskom polju, ali nastanjuju krajeve oko Breznika, Radomira, Zlatice, Etropolja. Oni se nazivaju Šopi sa podsmijehom, i da to ima pejorativno značenje. Te podatke je Karadžiću potvrdio u prepisci i bugarski prosvjetni djelatnik Najden Gerov. Prema Konstanstinu Jirečeku, češkom povjesničaru i bugarskom ministru prosvjete, Šopovi žive u predjelima Trna, Vrace, Radomirskoj, Breznčkoj, Sofijskoj kotlini i da je to »Šopska zemlja«. To stanovništvo nosi bijelu nošnju i odlikuje se visokim rastom i da nema neko posebno narječje u odnosu na okolicu. Stanovništvo između Timoka, Dunava i Iskra ima sličnosti sa sofijskim Šopima, ali su drugi tip i karakter. Stanovnici Ćustendila, Dupnice i Trna razlikuju se od gornjih krajeva po jeziku od istočnih susjeda Sofijanaca, kod Orhanije na Srednjoj gori i kod Ihtimana. Jireček navodi da Sofijanci svoje susjede oko Caribroda (Dimitrovgrad) i Pirota nazivaju Torlacima, a Piroćanci Sofijance Tokuncima, kao i da dvadesetak sela između Osme i Iskra nazivaju Maranci ili Marašane. Ljuben Karavelov pod ime Šopi smatra stanovnike Sofijskog, Pirotskog, Trnskog, Brezničkog, Ćustendilskog, Radomirskog, Belogradčičkog i Vidinskog kraja. Bugarski pisac Aleko Konstantinov pišući o Šopovima istakao je da ne predstavljaju kompaktnu jednistvenu etničku i sociološki cjelimu i da se uočavaju dvije aglomeracije Šopova, prva podbalkanska skonsentrirana u Sofiji i podunavska (iznadbalkanska). Srbijanski geograf Jevto Dedijer o Šopluku piše da u Srbiji zahvaća predjele oko Pirota, u Bugarskoj predjele oko Sofije, Iskrove klisure i Dupnice, te u Staroj Srbiji (Sjevernoj Makedoniji) gdje im je centar oblast koja ide od Ovčeg polja ka Pirotu.
Početkom 20. stoljeća u bugarskoj etnografskoj literaturi umjesto za jednu »šopsku etnografsku grupu« kao deo bugarske narodnosti, podijeljeni su na lokalne grupe sa svojim etno-kulturnim osobenostima, »Drveni Šopi« u Sofiji, »Graovci« u Perniku i Brezniku, »Znepoljci« u Trnu, »Nišavci« u Caribrodu i Pirotu, »Visočani (Planinci)« u Godeču i Iskrecu, »Mrakanci« u Radomiru, »Kacavci« u Ćustendilu, »Kekavci« u Dupnici, »Kusaci« u Samokovu, »Šarenodreškovci« u Novom Selu i druga. To je zato što se u prošlosti zbog pejorativne konotacije pojam Šopi koristio samo za sela u okolici Sofije. Iz istoga razloga u Sjevernoj Makedoniji se kao Šopi deklariraju samo stanovnici nekih sela u okolici Krive Palanke i Kratova. U Srbiji se često mešaju nazivi »Torlaci« i »Šopi«.
Bugarski akademik Veselin Hadžinikolov piše da postoje različita gledišta na zemljopisne granice Šopčuka, pa tako cijela sjeverozapadna Bugarska je nastanjena Šopima, Slavejkov navodi da je granica na istoku rijeka Vit, akademik Ljubomir Miletič navodi selo Mečka izneđu Plevena i Nikopolja, etnograf Hristo Vakarelski da je donji tok rijeke Iskar, na jug Botevgrad, na istok Sofijsko polje, Samokov, Dupnica i Istočna Makedonija. Šopi žive na sjeveru od Stare planine, Vidin, Vraca, Berkovica i Lom. Šopčuk uključuje predjele Južne Srbije, i to na zapadu sela belopalanačka-vlasinska-crnotravska-pčinjska, do Južnog Pomoravlja, a na sjever južno od planine Rtnja. Makedonski znanstvenici pod Šopluk podrazumjevaju Kozjačiju, Sredorek (kod Kumanova), Kratovo, Krivu Palanku, Osogoviju, Pijanec (kod Delčeva), Maleševo  i dijelove okolice Zletova i Gornja Pčinja. Najjužnija točka Šopluka u Sjevernoj Makedoniji su sela na planini Ogražden ili ti istočni dio Strumičkog polja.
- Šopsko stanovništvo u Kraljevini Srbiji prema Jovanu Cvijiću (crvena boja)
- Karta Šopluka prema Jovanu Cvijiču
- Karta Šopluka prema Risti Nikoliču
- Šopluk u Srbiji

## Jezik
U prepisci sa Karadžićem iz 1859. godine, Sava Filaretov je smatrao Šopove za dio bugarskog stanovništva, ali ipak odeljujući ga od njegove cijeline, slično kao i Slavejkov kasnije. Po njegovom tumačenju izlazilo bi da su Šopovi koliko posebna socijalna, toliko i posebna etnička aglomeracija stanovništva sa originalnim običajima i načinom života, posebnim mentalitetom i različitim formama društvenog komuniciranja od ostalog stanovništva srednje i istočne Bugarske. Njihova glavna zemljopisna teritorija odgovarala je na jezičko-govornoj podjeli bugarskog jezika ruskog slaviste i jezikoslovca Viktora Grigoroviča, na dvije dijalektske polovice - ekavsku i jakavsku (prema izgovoru staroslavenskog slova »Ѣ« (jat), kao »e« i kao »ja«, primjerice riječ »bel« i »bjal«). Ova skoro ista etnografska diferenciranost i jezička podudarnost geografskog Šopluka odudarala je od ostale Bugarske prijema Crnom moru i Dobrudži, prvobitnih predjela kolonizacije Protobugara po dolasku na Balkanski poluotok i središnjih oblasti srednjovjekovne bugarske države. Ta razlika se »dugo vremena« i »uočljivo« održavala, čak i poslije stvaranja Kneževine Bugarske 1878. godine. Bugarski znanstvenici jasno uoavaju ovu karakterističnu dvojnost u cijelini stanovništva Bugarske, ali odbijaju svaku pomisao da se radi o različita dva etnička entiteta, za razliku od srbijanskih pisaca 19. stoljeća i početka 20. stoljeća da je geografska oblast Šopluka sa svojim stanovništvom imala posebnu etničnu osnovu.
Bugarski jezikoslovvci ove dvije dijelektske polovice nazivaju zapadnim bugarskim govorima (šopski govori) i istočnim bugarskim govorima.  Zapadni dio šopskih govora u Srbiji i djelimice u Sjevernoj Makedoniji nazivaju se torlačkim dijalektima, koji se znatno razlikuju od standardnog srpskog jezika. Srbijanski lingvisti ih u Srbiji zovu prizrensko-timočki dijalekti, a makedonski sjeverni makedonski govori. Uočljivo je da se torlački dijalekti govore na širem području od geografskog Šopčuka u Srbiji.
O tome kako su Šopi bez jasne i određene nacionalne svjesti pokazuju četiri pisma upućenih iz Berkovičke kaze (zapadna Bugarska) 1837. i 1838. godine knezu Mlilošu, u kojima se iznosilo teško staнјe Berkovčana pod turskom upravom i izražavala želja da ih Miloš šte pre oslobodi od njih i pripoji Srbiji radi boljega života. Osnovne karakteristike su bile da sintaksa odstupa sasvim od od istočnobugarskih govora, Bugari i Bugarska se uopšte ne spominju, niti pokazuju indicije koje bi ih vezivale za njih. Pisma je pisao i potpisao pop Mita iz sela Bistrilica u Berkovičkoj kazi.
U svome radu »„Šopovi” u Kosovskom Pomoravlju« srbijanski etnolog Sanja Zlatanović opisuje odnose između starosjedelaca i doseljenika »Šopova«. Nakon osvajanja Kosova od srbijanske vojske 1912. godine započinje naseljavanje Kosovskog Pomoravlja (Gnjilane, Vitina i Uroševac) doselenicima iz Dalmacije, Bosne, Crne Gore, raznih krajeva Srbije i Makedonije. Nakon 1918. godine se nastavlja u okviru agrarne reforme. Doseljenici su naseljavani gde im je država odredila, pretežno u selima gdje su živjeli Albanci. Ni albansko (u svojim homogenim selima) ni starosjedelačko stanovništvo nije blagonaklono gledalo na koloniste zbog govora, ponašanja, običaja i sto su dobili zemlju »džabe«. Sve koloniste, ne samo iz Vranja i okolice nazivali su pejorativno Šopovi ili Šopci. U onim selima gdje su starosjedeoci živjeli zajedno sa kolonistima iz vranjskih krajeva, razlikovali su ih od kolonista iz Crne Gore, Hercegovine i dr. Vranjski kolonisti su odbijali da se tako nazivaju zobg pejorativne konotacije, iako su poticali iz šopskih krajeva. Šop je uvjek neko drugi, pa i daleko od granice Šopluka, tako stanovnici Sredačke župe kod Prizrena su susjedne iz Sirinićke župe nazivali pejorativno Šopovima. Starosjedeoci su sebe smatrali »pravim Srbima« i nisu se mješali sa vranjskim kolonistima sve do osamdesetih godina 20. stoljeća, iako istovetni po religiji, torlačkom dijalektu (samo s različitim lokalnim govorima), živjeli su kao dvije endogamne grupe sa izraženom međusobnom stereotipizacijom.

## Torlaci
Torlake prvi pominje Vuk Karadžić, u Srpskom rječniku iz 1852. kaže da je Torlak »čovjek koji niti govori čisto Srpski ni Bugarski«. Na više mjesta, prije svega u srbijsnakoj literaturi, od posljednje četrvtine 19. stoljeća pa do današnjih dana, riječ Torlak se upotrebljava za za širu okolicu Pirota, a riječ Torlaci za stanovništvo ovoga kraja. U putopisu »S Dunava na Pčinju«  1882. godine, Milan Đ. Milićević prvi put u literaturi daje zemljopisno određenje prostora na kome živi stanovništvo koje naziva Torlacima. On piše da je Torlak onaj predeo na jug od Stare planine ka Nišavi i Pirotu, običnije zvani »Torlačko«, a ljudi Torlaci. Torlak se po kazivanju seljaka pruža više Caribroda do Gubeša, posljednjeg pirotskog sela na toj strani. Odmah iza njega je Šopsko, u koji je ubraja i Sofija. Po njemu Šopovi se razlikuju od Torlaka po govoru i odelu, kao i od pravih Bugara. Simeon Hristov, Piroćanac bugarskog identiteta, 1894. godine objavljuje rad »Пиротският окръг и неговото население«, u kome piše da se skoro cijela zapadana Bugarska zove Šopluk i da je deo Šopluka Pirotski okrug sa gradom Pirotom. Pored zajedničkog imena, ti isti Šopi imaju i posebna imena, pa se tako stanovnici Pirotskog okruga nazivaju Torlacima, a taj kraj Torlak. Vitomir Živković, učitelj, politički, gospodarski i javni djelatnik rodom iz okolice Pirota, u svome djelu »Torlak« piše: 
 Нисам сигуран да би се о Торлаку данас могли наћи други трагови осим оних које су нам успутно оставили Вук Караџић, Милан Ђ. Милићевић, Коста Костић и још неки...Додуше, у овом веку већи број аутора дао је свој допринос проучавању предела Торлак, али се спомињу нова имена као Горње Понишавље, пиротски крај, предели Старе планине и слично...
 Piroćanac Jovan Ćirić, doktor i sveučilišni profesor zemljopisa, inače recezent Živkovićeve knjige, kaže: 
 Торлак (Торлаци) је данас скоро заборављен назив за територију Горњег Понишавља с центром у Пироту. Откада су познати истраживачи и писци у деветнаестом и с почетка двадесетог века (М. Ђ. Милићевић, К. Јиричек, Р. Николић, К. Костић, Ј. Цвијић, С. Христов, П. Славејков и други) указали на овај крај и скренули пажњу на његов назив, Торлак, као термин, постепено се гасио и све више излазио из употребе. На његово место улазили су у употребу нови, углавном административно уведени називи (пиротски крај, пиротски округ), међу којима се, чини се, најпродуктивнијим показао географски назив: Горње Понишавље.

### Torlaci danas
Torlaci nastanjuju pogranično područje istočne Srbije i sjeverozapadne Bugarske. Iako se Torlaci na teritoriji Srbije pominju još od druge polovice 19. stoljeća, u znanosti doskora nije bilo određeno njihovo zemljopisno rasprostranjenje. Srbijanski etnolog Dejan Krstić piše da se nalaze u dolini donjeg Trgoviškog i skoro cijelog Belog Timoka, kao i na padinama Stare planine, Tupižnice i Tresibabe, odnosno u najvećem dijelu općine Knjaževac i južnom dijelu grada Zaječara. Ni bugarska znanost nije posvjetila veliku pažnju ovim pitanjima u vezi sa Torlacima na teritoriji Bugarske. U diplomskom radu Iskre Lukanove, kustoskinje i poslije ravnateljice muzeja u Čiprovcima, oni su prikazani na istočnim padinama Stare planine u općinama Belogradčik, Čuprenje i Čiprovci, što je potvrdio i Dejan Krstić. Precizne granice Torlaka nisu još tačno određene zbog problema identifikacije sa tim imenom. Tako, ima onih koji s ponosom naglašavaju da su Torlaci, oni koji znaju da su Torlaci ali ne naglašavaju, oni koji znaju da to ime nemjau od starina ali prihvaćaju da ih drugi tako zovu i one koji ne priznaju da su Torlaci ali ih okolno stanovništvo tako zove. Prve tri kategorije su registrovane u Srbiji, kao i Bugarskoj, a četvrta prema Petku Hristovu, etnologu iz muzeja Bugarske akademije znanosti, u okolici Čiprovaca. U najširem smislu svi Torlaci su nosioci »šopskog kulturnog tipa«. Njihov govor pripada torlačkim dijalektima, kojje bugarski znanstvenici nazivaju »prijelazim bugarskim govorima«, a srbijanski »prizrensko-timočkim dijalektima«.
Preci današnjih Torlaka su stoljećima živjeli u istoj državi (period turske vladavine) i činili su nekada jednu etno-kulturnu cijelinu. To potvrđuju mnoge kulturne sličnosti između Torlaka u Srbiji i Bugarskoj. Isti govor, belodreški tip nošnje, mnogo elemenata običajnog života, pjevanje »na glas« i dvoglasno borbutsko pjevanje, nekoliko zajedničkih kola i običaj »svetac«. Međutim, življenje u različitim državama dovelo je do mnogo etno-kulturnih razlika, u Bugarskoj je bilo manje promjena u odnosu na zajedničku osnovu, jer je država kasnije konstituisana (1878.), dok ih je u Srbiji bilo više jer je država konstituisana 1833. godine. Tako je u Srbiji došlo do potamnjenja muške nošnje i do zamjene muških haljetaka haljecima drugačijeg kroja. U prvoj polovici 20. stoljeća uz mušku i žensku nošnju naglo prodiru haljeci građanskog i vojničkog kroja, prihvaća se sa zapada veliki broj kola, pjevanje »na bas«, slavi se Sveti Sava kao školska slava, prihvaća se i sam termin »slava« namjesto svetac. I s jedne i s druge strane granice standardni jezici su utjecali na propmjene u govoru. Prije postavljenja državne granice ovaj dio Stare planine, kao prirodna granica, bio je brana nekih većih kulturnih utjecaja i migracionih struja stanovnistva, na primjer sa istoka tetevenske, sa jugozapada vardarsko-moravske i kosovsko-resavske.

## Demografija
Točan broj ljudi koji imaju šopski nacionalni identitet je nepoznat. I pored stavova srbijanskih znanstvenika da su Šopi i Torlaci etnografske grupe srpskoga naroda, »Republički zavod za statistiku Srbije« je od popisa 2011. godine priznao šopski i torlački nacionalni identitet (čime je razdvojio isto stanovništvo s obzirom da su Torlaci sinonim za Šope). Tada se kao Šopi izjasnilo 142 stanovnika, a kao Torlaci 12 stanovnika Srbije. Na sljedećem popisu iz 2022. godine broj Šopa je 256 a Torlaka 28, čime se njihov broj uvećao i ukazuje na polako buđenje šopske nacionalne svijesti. Prema nekim bugarskim izvorima, koji Šope tretiraju kao bugarsku etnografsku grupu, u Srbiji živi oko milijun ljudi šopskoga podrijetla, dok ih je na Kosovu oko 80 tisuća (sa naznakom da su srbizirani).

## Poznate ličnosti
- Ivan Rilski
- Elin Pelin
- Anastas Jovanović
- Simo Sokolov

- Prohor Pčinjski, pravoslavni svetac[34]
- Ivan Rilski, pravoslavni svetac[34]
- Đorđe Kratovac, pravoslavni svetac[35]
- Elin Pelin, poznati bugarski pisac, pisao na šopskom govoru
- Anastas Jovanović, srbijanski umjetnik, prvi litograf i fotograf
- Dragan Papazoglu, šopski dobrovoljac (bećar), bimbaša i jedan od najvećih junaka Prvog srpskog ustanka
- Kiril Živković, episkop pakrački
- Dionisije Ilijević, mitropolit zvornički i dabrobosanski
- Simo Sokolov, komitski vojvoda, srbijanski i bugarski oficir i vođa Šopskog ustanka
- Misail Bajkuš, arhimandrit i prvi učitelj crnogorskoga vladike Petra II Ptetrovića Njegoša
- Miroslav Antić, srbijanski pjesnik (podrijetlom)
- Vlado Georgiev, srbijanski pjevač (podrijetlom)